# Dean Pitchford
Dean Pitchford, född 29 juli 1951 i Honolulu på Hawaii, är en amerikansk (hawaiiansk) låtskrivare, manusförfattare, regissör, skådespelare och romanförfattare. Hans arbete har gjort att han har vunnit pris på Oscarsgalan och Golden Globe-galan, där han även har fått tre respektive två nomineringar. Han har även nominerats till att få åtta stycken Grammys och två stycken Tony Awards. 
Pitchford ligger bland annat bakom manuset till filmen Footloose (där han även ligger bakom en del av låtskrivandet) från 1984 samt tre stycken låtar i filmen Fame från 1980 ("Red Light", "I Sing the Body Electric" och "Fame"). Han är även delaktig i den förstnämnda filmens remake från 2011 då manuset i filmen delvis är baserat på det manuset som han skrev till den första filmen.